# Osmia livida
Osmia livida là một loài Hymenoptera trong họ Megachilidae. Loài này được Tkalcu mô tả khoa học năm 1978.